# Siewieromujsk
Siewieromujsk – osiedle typu miejskiego w Rosji, w Buriacji. W 2010 roku liczyło 2198 mieszkańców.